# Sistema Unificado de Clasificación de Suelos

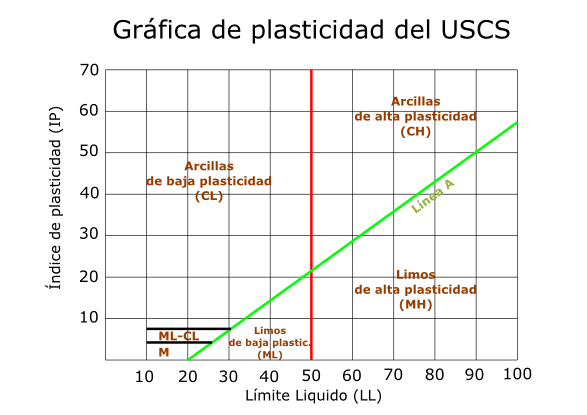
Gráfica para clasificar los finos en función de su plasticidad.

El Sistema Unificado de Clasificación de Suelos - SUCS (Unified Soil Classification System (USCS)) es un sistema de clasificación de suelos usado en ingeniería y geología para describir la textura y el tamaño de las partículas de un suelo. Este sistema de clasificación puede ser aplicado a la mayoría de los materiales sin consolidar y se representa mediante un símbolo con dos letras. Cada letra es descrita debajo (con la excepción de Pt). Para clasificar el suelo hay que realizar previamente una granulometría del suelo mediante tamizado u otros. También se le denomina clasificación temprana modificada de Casagrande.
| Letra | Definición |
| ----- | ---------- |
| G     | grava      |
| S     | arena      |
| M     | limo       |
| C     | arcilla    |
| O     | orgánico   |

| Letra | Definición                                         |
| ----- | -------------------------------------------------- |
| P     | pobremente graduado (tamaño de partícula uniforme) |
| W     | bien graduado (tamaños de partícula diversos)      |
| H     | alta plasticidad                                   |
| L     | baja plasticidad                                   |

Si el suelo tiene entre un 5-12% de finos, pasantes del tamiz #200 se considera que ambas distribuciones de granos tienen un efecto significativo para las propiedades ingenieriles del material. Estaríamos hablando por ejemplo de gravas bien graduadas pero con limos. En esos casos se debe usar doble simbología, por ejemplo: GW-GM correspondiente a "grava bien graduada" y "grava con limo o grava limosa"
Si el suelo tiene más del 15% del peso retenido por el tamiz #4 (R#4 > 15%), hay una cantidad significativa de grava, y al sufijo "con grava" se le puede añadir el nombre del grupo, pero el símbolo del grupo no cambia. Por ejemplo, SP-SM con grava se refiere a "Arena pobremente graduada con limo y grava"
Cuando un suelo presente simbología doble como en los casos mencionados, la primera letra siempre se repetirá. Por ejemplo: SP-SC, el "S"(arena) se repite.

## Tabla de clasificación
| Divisiones mayores                                                             | Divisiones mayores                                                  | Divisiones mayores                                      | Símbolo del grupo | Nombre del grupo                         |
| ------------------------------------------------------------------------------ | ------------------------------------------------------------------- | ------------------------------------------------------- | ----------------- | ---------------------------------------- |
| Suelos granulares gruesos el 50% o más se retuvo en el tamiz nº200 (0.075 mm)  | Grava < 50% de la fracción gruesa que pasa el tamiz n.º 4 (4.75 mm) | grava limpia menos del 5% pasa el tamiz nº200           | GW                | grava bien graduada, grava fina a gruesa |
| Suelos granulares gruesos el 50% o más se retuvo en el tamiz nº200 (0.075 mm)  | Grava < 50% de la fracción gruesa que pasa el tamiz n.º 4 (4.75 mm) | grava limpia menos del 5% pasa el tamiz nº200           | GP                | grava pobremente graduada                |
| Suelos granulares gruesos el 50% o más se retuvo en el tamiz nº200 (0.075 mm)  | Grava < 50% de la fracción gruesa que pasa el tamiz n.º 4 (4.75 mm) | grava con más de 12% de finos pasantes del tamiz nº 200 | GM                | grava limosa                             |
| Suelos granulares gruesos el 50% o más se retuvo en el tamiz nº200 (0.075 mm)  | Grava < 50% de la fracción gruesa que pasa el tamiz n.º 4 (4.75 mm) | grava con más de 12% de finos pasantes del tamiz nº 200 | GC                | grava arcillosa                          |
| Suelos granulares gruesos el 50% o más se retuvo en el tamiz nº200 (0.075 mm)  | Arena ≥ 50% de fracción gruesa que pasa el tamiz n.º 4              | Arena limpia menos del 5% pasa el tamiz nº200           | SW                | Arena fina a gruesa.                     |
| Suelos granulares gruesos el 50% o más se retuvo en el tamiz nº200 (0.075 mm)  | Arena ≥ 50% de fracción gruesa que pasa el tamiz n.º 4              | Arena limpia menos del 5% pasa el tamiz nº200           | SP                | Arena pobremente graduada                |
| Suelos granulares gruesos el 50% o más se retuvo en el tamiz nº200 (0.075 mm)  | Arena ≥ 50% de fracción gruesa que pasa el tamiz n.º 4              | Arena con más de 12% de finos pasantes del tamiz nº 200 | SM                | Arena limosa                             |
| Suelos granulares gruesos el 50% o más se retuvo en el tamiz nº200 (0.075 mm)  | Arena ≥ 50% de fracción gruesa que pasa el tamiz n.º 4              | Arena con más de 12% de finos pasantes del tamiz nº 200 | SC                | Arena arcillosa                          |
| Suelos de grano fino más del 50% de la muestra pasa el tamiz No.200 (0.075 mm) | Limos y arcillas límite líquido < 50                                | inorgánico                                              | ML                | limo                                     |
| Suelos de grano fino más del 50% de la muestra pasa el tamiz No.200 (0.075 mm) | Limos y arcillas límite líquido < 50                                | inorgánico                                              | CL                | arcilla                                  |
| Suelos de grano fino más del 50% de la muestra pasa el tamiz No.200 (0.075 mm) | Limos y arcillas límite líquido < 50                                | orgánico                                                | OL                | Limo orgánico, arcilla orgánica          |
| Suelos de grano fino más del 50% de la muestra pasa el tamiz No.200 (0.075 mm) | Limos y arcillas límite líquido ≥ 50                                | inorgánico                                              | MH                | limo de alta plasticidad, limo elástico  |
| Suelos de grano fino más del 50% de la muestra pasa el tamiz No.200 (0.075 mm) | Limos y arcillas límite líquido ≥ 50                                | inorgánico                                              | CH                | Arcilla de alta plasticidad              |
| Suelos de grano fino más del 50% de la muestra pasa el tamiz No.200 (0.075 mm) | Limos y arcillas límite líquido ≥ 50                                | orgánico                                                | OH                | Arcilla orgánica, Limo orgánico          |
| Suelos altamente orgánicos                                                     | Suelos altamente orgánicos                                          | Suelos altamente orgánicos                              | Pt                | turba                                    |